# Stadio Dino Liotta
Stadio Dino Liotta – stadion piłkarski w mieście Licata, we Włoszech. Obiekt może pomieścić 11 000 widzów. Swoje spotkania rozgrywają na nim piłkarze klubu Licata Calcio.